# Oh!No!It's Heavy Polysick!!!
Oh!No!It's Heavy Polysick!!!（オー・ノー・イッツ・ヘヴィー・ポリシック）は、日本のロックバンド、POLYSICSのスタジオ・アルバム。2011年3月9日、キューンレコードよりリリース。

## 概要
- フルアルバムとしては、2009年9月のAbsolute POLYSICSより約1年半ぶりの作品となり、3人体制となってから初のフルアルバムである。
- 初回生産限定盤と通常版の2形態で販売。初回生産限定盤にはDVDが付属し、2010年11月5日にLIQUIDROOMで行われたライブ映像が収録されている。
- ディスクジャケットは、メンバーに加えて、80名の関係者がPOLYSICSのユニフォームを着用し、撮影された。基本的に全員バストアップの写真であるが、ハヤシのみ手も写っている。こういったジャケットアートを作りたいとハヤシは以前より考えていたという[1]。
- 1曲目の曲名にも使用されている「Heavy POLYSICK」という言葉自体は2004年から存在しており、アメリカ・ツアー用のTシャツ用にデザイナーが作った言葉である。ハヤシは「POLYSICSを意識して作った音楽」ということでこの言葉を思い出したという[1]。
- 3曲目「Let's ダバダバ」のコーラス部分は、前作「eee-P!!!」をタワーレコード渋谷店での購入者先着200名を乃木坂スクエアに招待し、12月18日に録音された。ブックレットに参加者の名前が記載されている[2]。
- 12曲目「Much Love Oh! No!」の曲中ヤノが担当する掛け声「Oh! No!」は、なかなかOKが出ず、収録テイクまで達するまでに3日間掛かっている。レコーディング・エンジニアのアレックス・ニューポートが発音する「Oh! No!」を録音したものをひたすら聴き続け、発音の練習をしたという[1]。
- 本来ならばアルバムタイトルは「Heavy Polysick」「It's Heavy Polysick」になるはずであったが、前述の「Oh! No!」のレコーディングに時間がかかったことなどを、「時間をかけて妥協せずに一音一音を大切に」といったことがこのフレーズに通ずると考え、ヤノの頑張り、テンションを見て「Oh! No!」をつけるに至ったとハヤシは語る。ハヤシが尊敬するディーヴォの「オー・ノー!イッツ・ディーヴォ」を意識してネーミングはしておらず、後から気づいたという[1]。
- 9曲目「サブリミナル CHA-CHA-CHA」は、間奏部分の「(CM)」とされている部分は、ライブでは物販で販売している商品の宣伝などがなされる。

## 収録曲

### CD
| #         | タイトル                     | 作詞             | 作曲                    | 時間  |
| --------- | ---------------------------- | ---------------- | ----------------------- | ----- |
| 1.        | 「Heavy POLYSICK」           |                  | Hiroyuki Hayashi        | 1:12  |
| 2.        | 「Bleeping Hedgehog」        | Hiroyuki Hayashi | Hiroyuki Hayashi        | 2:43  |
| 3.        | 「Let's ダバダバ」           | Hiroyuki Hayashi | Hiroyuki Hayashi & Fumi | 3:20  |
| 4.        | 「Don't Cry」                | Hiroyuki Hayashi | Hiroyuki Hayashi & Fumi | 3:22  |
| 5.        | 「Jumping Up and Clash」     | Hiroyuki Hayashi | Hiroyuki Hayashi & Fumi | 3:05  |
| 6.        | 「Go to a Strange City」     | Hiroyuki Hayashi | Hiroyuki Hayashi        | 2:05  |
| 7.        | 「Cough Cough」              |                  | Hiroyuki Hayashi        | 1:54  |
| 8.        | 「Smile to Me」              | Hiroyuki Hayashi | Hiroyuki Hayashi & Fumi | 4:00  |
| 9.        | 「サブリミナル CHA-CHA-CHA」 | Hiroyuki Hayashi | Hiroyuki Hayashi & Fumi | 3:02  |
| 10.       | 「3 Point Time」             | Hiroyuki Hayashi | Hiroyuki Hayashi & Fumi | 3:50  |
| 11.       | 「Digital Dancing Zombie」   | Hiroyuki Hayashi | Hiroyuki Hayashi        | 3:00  |
| 12.       | 「Much Love Oh! No!」        | Hiroyuki Hayashi | Hiroyuki Hayashi        | 2:59  |
| 13.       | 「Have a Good Night」        | Hiroyuki Hayashi | Hiroyuki Hayashi & Fumi | 3:21  |
| 合計時間: | 合計時間:                    | 合計時間:        | 合計時間:               | 37:45 |

### 初回生産限定盤DVD
「Live at LIQUIDROOM 2010.11.5」と題されている。
| #   | タイトル                           | 作詞 | 作曲・編曲 |
| --- | ---------------------------------- | ---- | ---------- |
| 1.  | 「シーラカンス イズ アンドロイド」 |      |            |
| 2.  | 「Mach 肝心」                      |      |            |
| 3.  | 「Tei! Tei! Tei!」                 |      |            |
| 4.  | 「How are you?」                   |      |            |
| 5.  | 「人生の灰」                       |      |            |
| 6.  | 「Rock Wave Don’t Stop」           |      |            |
| 7.  | 「First Aid」                      |      |            |
| 8.  | 「カジャカジャグー」               |      |            |
| 9.  | 「URGE ON!!」                      |      |            |
| 10. | 「Shout Aloud!」                   |      |            |